# 木衛二報告
《木衛二報告》（英語：Europa Report）是一部2013年上映的科幻電影，由沙托·科普利和吳彥祖主演，厄瓜多尔导演Sebastián Cordero执导。

## 劇情
六位太空人參與一個私人資助的太空任務前往木衛二，木星的其中一個衛星。他們的目的是要看看此衛星上有沒有生物存在。在一次災難性的技術故障和失去了一位太空人之後，餘下的太空人嘗試與地球恢復聯絡。他們繼續任務，抵達了木衛二的軌道並且順利降落。他們探索冰塊下的海洋，不過探索器卻遇到了由海底發出的大量輻射。跟著探索器被一個不知名的物體撞擊，然後失去聯絡。

## 主要角色
- 沙托·科普利 飾演 James Corrigan
- 迈克尔·恩奎斯特 飾演 Andrei Blok
- 吳彥祖 飾演 Willam Xu
- 安娜玛丽亚·玛琳卡（英语：Anamaria Marinca） 飾演 Rosa Dasque
- 克里斯蒂安·卡玛戈（英语：Christian Camargo） 飾演 Daniel Luxembourg
- 卡罗利娜·维德拉（英语：Karolina Wydra） 飾演 Katya Petrovna
- 艾伯丝·戴维兹（英语：Embeth Davidtz） 飾演 Dr. Unger
- 丹·福勒（英语：Dan Fogler） 飾演 Dr. Nikita Solokov
- 小伊塞亚·维特洛克（英语：Isiah Whitlock, Jr.） 飾演 Tarik Pamuk
- 奈爾·德葛拉司·泰森 飾演自己

## 製作
拍攝主要在布魯克林區進行。電影的首個影像在2012年2月11日發布。之後推出了一個電影推廣網站。
劇本由Philip Gelatt撰寫，艺术設計由Eugenio Caballero負責。Bear McCreary負責配樂。
2012年5月20日發放了第一條網上預告片。
2013年6月27日，電影在Video on Demand、iTunes和Google Play Movies發放。並且會在2013年8月2日上映。

## 評價
媒体综评65分，爛番茄網站有77% '新鮮' 評價，收获许多好评。
代表性评价：“缓慢的节奏、廉价的惊悚，不过导演运用出色地掌控手腕，让这部科幻惊悚异常犀利”，“伪纪录片的模式已经屡见不鲜，但最重要的是切入视角和主题的鲜明”，“丰满的人物塑造，平缓但不失跌沓的剧情节奏，人物回溯的表现手法让影片即便奇斯妙论但颇为可信，“故事蓝本已经被说烂，但结构框架如何并非重点，重要的是人们如何来为其添加新的元素”，“整体卡司的配合相得益彰，合作默契，虽然发挥空间有限但都完成了各自的任务”。

## 外部連結
- 宣傳網站 （页面存档备份，存于）
- 互联网电影数据库（IMDb）上《Europa Report》的资料（英文）
- 官方網站 （页面存档备份，存于）
- 爛番茄上《木衛二報告》的資料（英文）